# 夏先德
夏先德（1969年5月—），男，汉族，湖北黄冈人，中华人民共和国政治人物，中南财经大学财政金融系财政学专业毕业，在职研究生学历，经济学博士学位，曾任中华人民共和国财政部副部长，现任中央金融委员会办公室副主任。

## 生平
2001年至2022年4月历任财政部预算司综合处副处长、财政部预算司副司长，财政部驻河北专员办监察专员，财政部预算司监察专员兼副司长、财政部自然资源和生态环境司司长、财政部社会保障司司长。2022年5月升任财政部副部长，2023年7月不再担任，同年11月改任中央金融委员会办公室副主任。